# نوکیا ان۹۳آی
نوکیا ان۹۳آی یک‌نمونه از گوشی‌های تلفن همراه سری ان شرکت نوکیا می‌باشد که توسط همین شرکت به بازار عرضه شده‌است.